# Pamona jezik
Pamona jezik (bare’e, baree, poso; ISO 639-3: pmf; stari naziv ISO 639-3: bcx), austronezijski jezik celebeske skupine, kojim govori oko 106 000 ljudi (Barr, Barr and Salombe 1979) na Celebesu u provincijama Sulawesi Tengah ili Centralni Celebes i Sulawesi Selatan ili Južni Celebes, Indonezija. 
Govori se u 193 sela. Govornici u Bungku Utara se sastoje od pet etničkih skupina, to su Pusangke, Kajumorangka, Tokasiala, Burangas i Topotaa. Dijalekti su mu pamona, laiwonu (“iba”), rapangkaka (“aria”), tomoni, tobau (tobao, tobalo, “bare’e”), tokondindi, topada i taa (wana, topotaa). Laiwonu i rapangkaka su nožda posebni jezici.
Jezik je 2008. podijeljen na dva individualna jezika Pamona [pmf] (novi identifikator) i batui [zbt]
Podskupina pamona pripada široj skupini kaili-pamona. U upotrebi je i indonezijski [ind].

## Vanjske poveznice
- Ethnologue (14th)
- Ethnologue (15th)